# Arthur Shaw (calciatore)
Arthur Shaw (Limehouse, 9 aprile 1924 – Hermosa Beach, 2 novembre 2015) è stato un allenatore di calcio e calciatore inglese, di ruolo centrocampista.

## Carriera
Gioca le sue prime partite nei tornei disputati durante la pausa bellica dei campionati dovuta alla seconda guerra mondiale; al termine del conflitto dopo aver giocato con i semiprofessionisti dell'Hayes trascorre la stagione 1946-1947 al Brentford, con cui gioca 4 partite nella prima divisione inglese; rimane in rosa anche nella stagione successiva, trascorsa in seconda divisione, nella quale non gioca però nessuna partita ufficiale.
Nell'estate del 1948 torna in prima divisione, all'Arsenal, con cui dopo una stagione senza presenze in partite ufficiali gioca 5 partite nella First Division 1949-1950; nelle due stagioni successive gioca rispettivamente 16 ed 8 partite, mentre nella stagione 1952-1953, in cui i Gunners vincono il campionato, gioca 25 partite: si tratta comunque dell'ultima stagione in cui gioca con continuità, dal momento che nei due campionati successivi gioca rispettivamente 2 ed una partita, per poi trasferirsi al Watford, con la cui maglia nella stagione 1955-1956 gioca 3 partite in terza divisione. Dal 1956 al 1959, anno del suo definitivo ritiro, gioca invece con i semiprofessionisti del Gravesend & Northfleet, club della Southern Football League (all'epocauna delle principali leghe calcistiche inglesi al di fuori della Football League), campionato che vince nella stagione 1957-1958.

## Palmarès

### Club

#### Competizioni nazionali
- Campionato inglese: 1

Arsenal: 1952-1953
- Southern Football League: 1

Gravesend & Northfleet: 1957-1958